# Mistrzostwa Stanów Zjednoczonych w Łyżwiarstwie Figurowym 2022
Mistrzostwa Stanów Zjednoczonych w łyżwiarstwie figurowym 2022 (oryg. ang. 2022 TOYOTA U.S. Figure Skating Championships) – zawody mające na celu wyłonienie najlepszych łyżwiarzy figurowych w Stanach Zjednoczonych w kategoriach: Senior, Junior. Mistrzostwa rozgrywano od 3 do 9 stycznia 2022 w Bridgestone Arena w Nashville.
Osiągnięte rezultaty na zawodach krajowych determinowały skład reprezentacji Stanów Zjednoczonych na Zimowe Igrzyska Olimpijskie 2022, Mistrzostwa Świata 2022, Mistrzostwa Świata Juniorów 2022 i Mistrzostwa Czterech Kontynentów 2022, choć ostateczną decyzję w wyborze reprezentacji na każde z zawodów miała federacja.

## Wyniki

### Kategoria seniorów

#### Soliści (S)
| Poz. | Zawodnik           | Klub                | Nota łączna | SP  | SP     | FS  | FS     |
| ---- | ------------------ | ------------------- | ----------- | --- | ------ | --- | ------ |
| 1    | Nathan Chen        | Salt Lake FSC       | 328,01      | 1   | 115,39 | 1   | 212,62 |
| 2    | Ilia Malinin       | Washington FSC      | 302,48      | 3   | 103,46 | 2   | 199,02 |
| 3    | Vincent Zhou       | SC of San Francisco | 290,16      | 2   | 112,78 | 4   | 177,38 |
| 4    | Jason Brown        | Skokie Valley SC    | 289,78      | 4   | 100,84 | 3   | 188,94 |
| 5    | Camden Pulkinen    | SC of New York      | 260,41      | 6   | 90,16  | 5   | 170,25 |
| 6    | Jimmy Ma           | SC of Boston        | 226,98      | 5   | 91,62  | 8   | 135,36 |
| 7    | Liam Kapeikis      | Wenatchee FSC       | 221,31      | 8   | 73,77  | 6   | 147,54 |
| 8    | Dinh Tran          | SC of San Francisco | 215,72      | 9   | 71,18  | 7   | 144,54 |
| 9    | Ryan Dunk          | Baltimore FSC       | 191,36      | 11  | 65,66  | 9   | 125,70 |
| 10   | Paul Yeung         | All Year FSC        | 183,74      | 13  | 60,01  | 10  | 123,73 |
| 11   | Artur Dmitriev     | Individual Member   | 183,01      | 12  | 62,40  | 11  | 120,61 |
| 12   | Mitchell Friess    | St, Paul FSC        | 171,19      | 10  | 66,07  | 13  | 105,12 |
| 13   | Sebastian Payannet | Los Angeles FSC     | 162,28      | 14  | 48,52  | 12  | 113,76 |
| WD   | Jarosław Paniot    | All Year FSC        | DNF         | 7   | 88,68  | DNS | DNS    |
| WD   | William Hubbart    | Champions Edge SC   | DNS         | DNS | DNS    | DNS | DNS    |

#### Solistki (S)
| Poz. | Zawodniczka         | Klub                             | Nota łączna | SP | SP    | FS  | FS     |
| ---- | ------------------- | -------------------------------- | ----------- | -- | ----- | --- | ------ |
| 1    | Mariah Bell         | Rocky Mountain FSC               | 216,25      | 1  | 75,55 | 1   | 140,70 |
| 2    | Karen Chen          | Peninsula SC                     | 213,85      | 2  | 74,55 | 3   | 139,30 |
| 3    | Isabeau Levito      | SC of Southern New Jersey        | 210,75      | 4  | 71,00 | 2   | 139,75 |
| 4    | Gabriella Izzo      | SC of Boston                     | 188,11      | 7  | 67,51 | 4   | 120,60 |
| 5    | Lindsay Thorngren   | SC of New York                   | 186,38      | 5  | 70,22 | 7   | 116,16 |
| 6    | Audrey Shin         | SC of New York                   | 180,58      | 9  | 61,77 | 5   | 118,81 |
| 7    | Kate Wang           | SC of San Francisco              | 178,20      | 8  | 64,27 | 8   | 113,93 |
| 8    | Hanna Harrell       | SC of Boston                     | 175,66      | 12 | 56,99 | 6   | 118,67 |
| 9    | Starr Andrews       | Los Angeles FSC                  | 173,04      | 11 | 59,43 | 9   | 113,61 |
| 10   | Gracie Gold         | IceWorks SC                      | 171,92      | 6  | 67,61 | 12  | 104,31 |
| 11   | Jill Heiner         | Annapolis SC                     | 171,54      | 10 | 60,30 | 10  | 111,24 |
| 12   | Sierra Venetta      | SC of San Francisco              | 164,24      | 15 | 53,88 | 11  | 110,36 |
| 13   | Rena Ikenishi       | SC of New York                   | 158,69      | 13 | 55,32 | 13  | 103,37 |
| 14   | Wren Warne-Jacobsen | Go4Gold Shakopee Skating Academy | 143,39      | 16 | 48,45 | 14  | 94,94  |
| WD   | Alysa Liu           | St, Moritz ISC                   | DNF         | 3  | 71,42 | DNS | DNS    |
| WD   | Amber Glenn         | Dallas FSC                       | DNF         | 14 | 54,80 | DNS | DNS    |

#### Pary sportowe (S)
| Poz. | Zawodnicy                                | Klub                             | Nota łączna | SP  | SP    | FS  | FS     |
| ---- | ---------------------------------------- | -------------------------------- | ----------- | --- | ----- | --- | ------ |
| 1    | Ashley Cain-Gribble / Timothy LeDuc      | SC of New York / Los Angeles FSC | 225,23      | 1   | 79,39 | 1   | 145,84 |
| 2    | Jessica Calalang / Brian Johnson         | DuPage FSC / SC of New York      | 209,87      | 2   | 77,48 | 2   | 132,39 |
| 3    | Audrey Lu / Misha Mitrofanov             | SC of Boston / SC of Boston      | 191,54      | 3   | 68,11 | 3   | 123,43 |
| 4    | Emily Chan / Spencer Akira Howe          | SC of Boston / SC of Boston      | 177,25      | 4   | 61,94 | 5   | 115,31 |
| 5    | Katie McBeath / Nathan Bartholomay       | Winterhurst FSC / SC of New York | 167,10      | 6   | 50,11 | 4   | 116,99 |
| 6    | Valentina Plazas / Maximiliano Fernandez | Panthers FSC / Arctic FSC        | 148,37      | 7   | 49,80 | 6   | 98,57  |
| 7    | Kate Finster / Matej Silecky             | SC of New York / SC of New York  | 144,14      | 5   | 54,68 | 8   | 89,46  |
| 8    | Sydney Cooke / Keyton Bearinger          | Elite Edge SC / Detroit SC       | 136,31      | 8   | 44,28 | 7   | 92,03  |
| WD   | Alexa Knierim / Brandon Frazier          | DuPage FSC / All Year FSC        | DNS         | DNS | DNS   | DNS | DNS    |

#### Pary taneczne (S)
| 1  | Madison Chock / Evan Bates               | All Year FSC / Ann Arbor FSC                      | 227,37 | 1   | 91,94 | 2   | 135,43 |     |     |     |
| 2  | Madison Hubbell / Zachary Donohue        | Lansing SC / Lansing SC                           | 225,59 | 2   | 89,39 | 1   | 136,20 |     |     |     |
| 3  | Kaitlin Hawayek / Jean-Luc Baker         | Pavilion SC of Cleveland Heights / Washington FSC | 205,68 | 4   | 79,39 | 3   | 126,29 |     |     |     |
| 4  | Caroline Green / Michael Parsons         | Pavilion SC of Cleveland Heights / Washington FSC | 203,27 | 3   | 80,85 | 4   | 122,42 |     |     |     |
| 5  | Emily Bratti / Ian Somerville            | Washington FSC / Washington FSC                   | 187,98 | 6   | 76,70 | 6   | 111,28 |     |     |     |
| 6  | Katarina Wolfkostin / Jeffrey Chen       | Peninsula SC / Peninsula SC                       | 187,27 | 7   | 75,28 | 5   | 111,99 |     |     |     |
| 7  | Christina Carreira / Anthony Ponomarenko | SC of New York / SC of San Francisco              | 185,82 | 5   | 77,90 | 7   | 107,92 |     |     |     |
| 8  | Eva Pate / Logan Bye                     | Strongsville SC / SC of New York                  | 180,72 | 8   | 73,06 | 8   | 107,66 |     |     |     |
| 9  | Lorraine McNamara / Anton Spiridonov     | Peninsula SC / ION FSC                            | 179,35 | 9   | 73,04 | 9   | 106,31 |     |     |     |
| 10 | Molly Cesanek / Yehor Yehorov            | ION FSC / Peninsula SC                            | 172,11 | 10  | 70,07 | 10  | 102,04 |     |     |     |
| 11 | Cayla Cottrell / Uladzislau Palkhouski   | Broadmoor SC / Individual Member                  | 118,80 | 13  | 49,82 | 11  | 68,98  |     |     |     |
| 12 | Livvy Shilling / Ryan O'Donnell          | Columbus FSC / SC of Houston                      | 115,43 | 12  | 50,90 | 13  | 64,53  |     |     |     |
| 13 | Cara Murphy / Joshua Levitt              | Arctic FSC / Pittsburgh FSC                       | 106,01 | 14  | 40,49 | 12  | 65,52  |     |     |     |
| WD | Raffaella Koncius / Alexey Shchepetov    | Los Angeles FSC / Florida Everblades FSC          | DNS    | 11  | 52,63 | DNF | DNF    | DNF | DNF | DNF |
| WD | Avonley Nguyen / Grigory Smirnov         | SC of New York / SC of New York                   | DNS    | DNS | DNS   | DNS | DNS    |     |     |     |

### Kategoria juniorów

#### Soliści (J)
| Poz. | Zawodnik             | Klub              | Nota łączna | SP | SP    | FS | FS     |
| ---- | -------------------- | ----------------- | ----------- | -- | ----- | -- | ------ |
| 1    | Kai Kovar            | Wasatch FSC       | 204,68      | 2  | 68,70 | 1  | 135,98 |
| 2    | Will Annis           | SC of Boston      | 202,87      | 1  | 75,81 | 2  | 127,06 |
| 3    | Maxim Zharkov        | Dallas FSC        | 188,15      | 3  | 67,07 | 3  | 121,08 |
| 4    | Joseph Klein         | Skokie Valley SC  | 176,97      | 5  | 63,71 | 4  | 113,26 |
| 5    | Robert Yampolsky     | North Jersey FSC  | 173,78      | 8  | 61,45 | 5  | 112,33 |
| 6    | Beck Strommer        | Alpine SC         | 173,13      | 4  | 64,44 | 7  | 108,69 |
| 7    | Taira Shinohara      | Chicago FSC       | 172,64      | 6  | 61,85 | 6  | 110,79 |
| 8    | Jonathan Hildebrandt | SC of Boston      | 158,35      | 7  | 61,65 | 12 | 96,70  |
| 9    | Jacob Sanchez        | Hudson Valley FSC | 155,03      | 13 | 48,41 | 8  | 106,62 |
| 10   | Antonio Monaco       | Scott Hamilton SC | 154,07      | 11 | 53,63 | 9  | 100,44 |
| 11   | Goku Endo            | Los Angeles FSC   | 152,56      | 10 | 54,37 | 11 | 98,19  |
| 12   | Philip Baker         | SC of Boston      | 151,14      | 9  | 59,84 | 13 | 91,30  |
| 13   | Michael Xie          | All Year FSC      | 149,69      | 12 | 49,26 | 10 | 100,43 |
| 14   | Nhat-Viet Nguyen     | Dallas FSC        | 138,14      | 14 | 47,59 | 14 | 90,55  |
| 15   | Lake Liao            | Detroit SC        | 131,58      | 16 | 44,00 | 15 | 87,58  |
| 16   | Allan Fisher         | All Year FSC      | 125,50      | 15 | 45,37 | 16 | 80,13  |

#### Solistki (J)
| Poz. | Zawodniczka      | Klub                      | Nota łączna | SP | SP    | FS | FS     |
| ---- | ---------------- | ------------------------- | ----------- | -- | ----- | -- | ------ |
| 1    | Clare Seo        | Broadmoor SC              | 185,53      | 1  | 67,38 | 2  | 118,15 |
| 2    | Ava Ziegler      | SC of New York            | 175,50      | 4  | 60,24 | 3  | 115,26 |
| 3    | Josephine Lee    | All Year FSC              | 172,08      | 3  | 60,61 | 4  | 111,47 |
| 4    | Katie Shen       | Glacier Falls FSC         | 170,77      | 8  | 51,20 | 1  | 119,57 |
| 5    | Elyce Lin-Gracey | Pasadena FSC              | 166,96      | 2  | 62,53 | 6  | 104,43 |
| 6    | Mia Kalin        | St, Moritz ISC            | 155,58      | 5  | 57,13 | 7  | 98,45  |
| 7    | Adele Zheng      | DuPage FSC                | 153,76      | 6  | 55,57 | 8  | 98,19  |
| 8    | Elsa Cheng       | Skokie Valley SC          | 147,62      | 7  | 53,61 | 9  | 94,01  |
| 9    | Hannah Herrera   | Murray Silver Blades FSC  | 147,32      | 16 | 40,80 | 5  | 106,52 |
| 10   | Abigail Ross     | Wasatch FSC               | 138,34      | 9  | 50,72 | 11 | 87,62  |
| 11   | Sarah Everhardt  | Washington FSC            | 136,79      | 11 | 48,47 | 10 | 88,32  |
| 12   | Gwen Bloesch     | SC of Southern New Jersey | 128,09      | 14 | 41,18 | 12 | 86,91  |
| 13   | Sonia Baram      | Los Angeles FSC           | 123,96      | 17 | 40,45 | 13 | 83,51  |
| 14   | Katie Krafchik   | SC of New York            | 121,20      | 10 | 49,44 | 17 | 71,76  |
| 15   | Hannah Lofton    | Skokie Valley SC          | 118,74      | 13 | 42,08 | 14 | 76,66  |
| 16   | Rinako Oya       | Detroit SC                | 117,55      | 12 | 43,62 | 16 | 73,93  |
| 17   | Hazel Collier    | SC of Boston              | 116,13      | 15 | 40,97 | 15 | 75,16  |

#### Pary sportowe (J)
| Poz. | Zawodnicy                         | Klub                                   | Nota łączna | SP | SP    | FS  | FS     |
| ---- | --------------------------------- | -------------------------------------- | ----------- | -- | ----- | --- | ------ |
| 1    | Sonia Baram / Daniel Tioumentsev  | Los Angeles FSC / Dallas FSC           | 171,36      | 1  | 62,26 | 1   | 109,10 |
| 2    | Isabelle Martins / Ryan Bedard    | Chicago FSC / Northern Ice SC          | 144,71      | 2  | 54,89 | 2   | 89,82  |
| 3    | Catherine Rivers / Timmy Chapman  | Knoxville FSC / Central Florida FSC    | 130,75      | 5  | 45,70 | 3   | 85,05  |
| 4    | Megan Wessenberg / Blake Eisenach | SC of Boston / Rocky Mountain ISC      | 129,09      | 7  | 44,82 | 4   | 84,27  |
| 5    | Cayla Smith / Andy Deng           | Fort Wayne ISC / Fort Wayne ISC        | 126,11      | 3  | 48,70 | 6   | 77,41  |
| 6    | Cate Fleming / Chase Finster      | SC of New York / SC of New York        | 125,43      | 6  | 45,30 | 5   | 80,13  |
| 7    | Winter Deardorff / Jake Pagano    | Northern Kentucky FSC / Nashville FSC  | 117,28      | 8  | 44,14 | 7   | 73,14  |
| 8    | Brooke Barrett / Levon Davis      | SC of Boston / SC of New York          | 106,36      | 12 | 33,43 | 8   | 72,93  |
| 9    | Mandy Romero / Kristofer Ogren    | SC of New York / Kansas City FSC       | 105,53      | 11 | 33,61 | 9   | 71,92  |
| 10   | Sylvia Wong / Skylar Weirens      | All Year FSC / Northern Blades NSC FSC | 104,28      | 9  | 37,68 | 10  | 66,60  |
| 11   | Lilianna Murray / Jordan Gillette | Skokie Valley SC / Skokie Valley SC    | 100,18      | 10 | 37,09 | 11  | 63,09  |
| WD   | Ellie Kam / Ian Meyh              | Broadmoor SC / All Year FSC            | DNF         | 4  | 46,16 | DNS | DNS    |

#### Pary taneczne (J)
| Poz. | Zawodnicy                            | Klub                                            | Nota łączna | RD | RD    | FD | FD    |
| ---- | ------------------------------------ | ----------------------------------------------- | ----------- | -- | ----- | -- | ----- |
| 1    | Leah Neset / Artem Markelov          | Magic City FSC / Magic City FSC                 | 155,84      | 2  | 64,31 | 1  | 91,53 |
| 2    | Angela Ling / Caleb Wein             | Peninsula SC / Washington FSC                   | 153,58      | 1  | 64,99 | 2  | 88,59 |
| 3    | Elliana Peal / Ethan Peal            | Scott Hamilton SC / Scott Hamilton SC           | 140,67      | 5  | 54,94 | 3  | 85,73 |
| 4    | Vanessa Pham / Jonathan Rogers       | SC of Houston / Texas Gulf Coast FSC            | 140,08      | 3  | 55,36 | 4  | 84,72 |
| 5    | Helena Carhart / Volodymyr Horovyi   | Florida Everblades FSC / Florida Everblades FSC | 136,20      | 4  | 54,97 | 5  | 81,23 |
| 6    | Jenna Hauer / Benjamin Starr         | All Year FSC / Charter Oak FSC                  | 128,92      | 6  | 50,85 | 7  | 78,07 |
| 7    | Caroline Mullen / Brendan Mullen     | ION FSC / ION FSC                               | 127,35      | 8  | 47,90 | 6  | 79,45 |
| 8    | Kristina Bland / Matthew Sperry      | Detroit SC / SC of Northern Virginia            | 123,63      | 7  | 49,57 | 8  | 74,06 |
| 9    | Romy Malcolm / Noah Lafornara        | All Year FSC / Lansing SC                       | 108,18      | 9  | 44,27 | 9  | 63,91 |
| 10   | Madeleine Gans / Jim Wang            | Individual Member / St, Paul FSC                | 100,92      | 10 | 43,74 | 11 | 57,18 |
| 11   | Madeline Freeman / Christian Bennett | Atlanta FSC / ION FSC                           | 99,69       | 12 | 38,39 | 10 | 61,30 |
| 12   | Olivia Dietrich / Eduard Pylypenko   | Washington FSC / All Year FSC                   | 95,93       | 11 | 39,44 | 12 | 56,49 |